# Carolina Araujo
Carolina Bhering de Araujo (née en 1976) est une mathématicienne brésilienne spécialisée en géométrie algébrique, notamment la géométrie birationnelle, les variétés de Fano (en) et les feuilletages. Elle est chercheuse à l'Institut national de mathématiques pures et appliquées au Brésil (Instituto Nacional de Matemática Pura e Aplicada, IMPA) et elle est la seule femme (à compter de 2018) à faire partie du personnel de recherche permanent à l'IMPA.

## Formation et carrière
Araujo est née et a grandi à Rio de Janeiro, au Brésil. Araujo a effectué ses études de premier cycle au Brésil, obtenant un diplôme en mathématiques en 1998 de l'université pontificale catholique de Rio de Janeiro. Elle a obtenu son doctorat en 2004 à l'université de Princeton, avec une thèse qui s'intitulait The Variety of Tangents to Rational Curves, dirigée par János Kollár,.
Pendant et après son doctorat, Araujo développa des techniques liées à la théorie proposée par le mathématicien japonais Shigefumi Mori concernant les courbes rationnelles minimales, qu'il publia en 2008.
Depuis 2006, elle travaille en tant que chercheuse et enseignante dans le programme de troisième cycle de l’Institut national de mathématiques pures et appliquées à Rio de Janeiro. Elle milite pour combler l'écart entre les sexes en mathématiques. Araujo est également professeure associée Simons auprès de l'International Center for Theoretical Physics.

## Travaux
Ses travaux sont spécialisés  en géométrie algébrique, notamment la géométrie birationnelle, qui est utilisée pour classifier et décrire la structure des variétés algébriques, les variétés de Fano (en) et les feuilletages,,,,,.

## Prix et distinctions
Araujo a remporté le prix L'Oréal de la femme scientifique au Brésil en 2008,, ce qui fait d'elle une ambassadrice du Brésil pour les femmes en mathématiques.
Araujo est une organisatrice et une oratrice invitée au Congrès international des mathématiciens de 2018 à Rio de Janeiro avec une conférence intitulée « Positivity and algebraic integrability of holomorphic foliations »,. Elle a dirigé la première réunion mondiale pour femmes en mathématiques - World Meeting for Women in Mathematics ou (WM)2 - en août 2018  Elle était également l'une des mathématiciennes présentées dans le court documentaire intitulé Journeys of Women in Mathematics, financé par la Fondation Simons.
En 2020 elle reçoit le prix ICTP Ramanujan.